# Ben Bova
Benjamin William Bova, mais conecido por Ben Bova (Filadélfia, 8 de novembro de 1932 — Naples, 29 de novembro de 2020), foi um jornalista, editor e romancista estado-unidense de ficção científica.

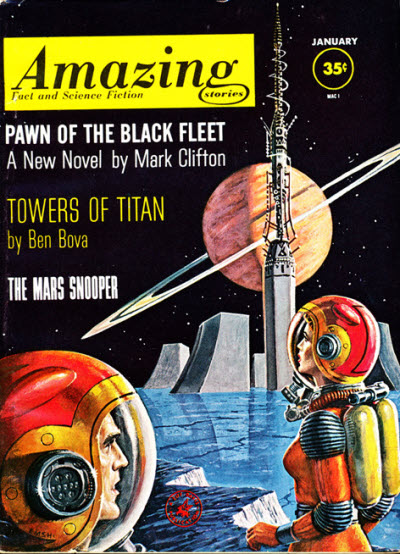
O romance de Bova, "The Towers of Titan", foi a história de capa da edição de janeiro de 1962 de Amazing Stories, ilustrada por Ed Emshwiller.

## Biografia
Nasceu e cresceu em Filadélfia. Obteve o grau de Bacharel em Ciências da universidade da cidade em 1954, mestrado em Comunicação na Universidade de Nova Iorque em 1987 e doutoramento em Educação da Universidade da Califórnia em 1996.
Iniciou a sua carreira profissional como  jornalista do The New York Times e do Wall Street Journal, antes de se juntar ao Projeto Vanguard da NASA, o primeiro programa americano desatélites artificiais, onde trabalho no domínio dos lasers. Nos anos 70 e na sequência da morte de John W. Campbell, torna-se editor da revista Analog, e depois da revista Omni no início dos anos 80. Vence o Prémio Hugo na categoria de Editor Profissional nos anos 1973 a 1977 e em 1979.
As suas numerosas obras, seja de ficção como de não-ficção, sobre ciência, tecnologia e o futuro, e a sua bagagem científica, fazem com que Ben Bova seja reconhecido como um visionário da FC. Bova previu assim a corrida para a lua da década de 60, os satélites artificiais, a realidade virtual, a clonagem de humanos, a descoberta de vida no planeta Marte, o programa Guerra das Estrelas de defesa dos EUA, e os livros electrónicos.
Entre os seus domínios favoritos, citam-se o impacto das ciências sobre a política (e vice-versa), a pesquisa de vida extraterrestre e o desenvolvimento da exploração espacial.
Presidente honorário da National Space Society, foi igualmente presidente da Science Fiction and Fantasy Writers of America entre 1990 e 1992. Em 2001 foi eleito membro da American Association for the Advancement of Science.
Morreu em 29 de novembro de 2020, devido a complicações de COVID-19.

## Obra
É autor de 33 ensaios, 64 romances e 12 antologias.

### Antologias
- Forward in Time (1973)
- Maxwell's Demons (1979)
- E (1984)
- The Astral Mirror (1985)
- Prometheans (1986)
- Battle Station (1987)
- Future Crime (1990)
- Challenges (1994)
- The Future Quartet - Earth in the Year 2042 (1995)
- Twice Seven (1998)

### SérieExiles
- Exiled from Earth (1971)
- Flight of Exiles (1972)
- End of Exile (1975)

### SérieGrand Tour
- Mars (1992)
- Empire Builders (1993)
- Return to Mars (1999)
- Venus (2000)
- Jupiter (2001)
- Saturn (2002)
- Tales of the Grand Tour (2004)
- Mercury (2005)
- Powersat (2005)
- Titan (2006)
- An Upcoming 3rd Mars Book (200?)
- Moonrise (Part of the Grand Tour)
  - Moonrise (1996)
  - Moonwar (1998)

- Asteroid Wars (Parte do Grand Tour)
  - The Precipice  (2001)
  - The Rock Rats (2002)
  - The Silent War (2004)
  - The Aftermath (2007)

- Sam Gunn (Parte do Grand Tour)
  - Sam Gunn, Unlimited (1993)
  - Sam Gunn Forever (1998)
  - Sam Gunn Ominbus (2007)

### Novelas individuais
- The Weathermakers (1967)
- Out of the Sun (1968)
- Escape! (1969)
- THX 1138 (com George Lucas) (1971) baseado no filme THX 1138
- As on a Darkling Plain (1972)
- The Winds of Altair (1983)
- Privateers (1985)
- When the Sky Burned (1972)
- Gremlins, Go Home! (com Gordon Dickson)  (1974)
- The Starcrossed (1975)
- City of Darkness (1976)
- Millennium (1976)
- The Multiple Man (1967)
- Colony (1978)
- Kinsman (1979)
- Test of Fire (1982)
- The Kinsman Saga (1987) Combina Millennium (1976) e Kinsman (1979). Com uma introdução e narrativa onde Bova explica a reescrita destas duas obras.
- Peacekeepers (1988)
- Cyberbooks (1989)
- The Trikon Deception (com Bill Pogue) (1992)
- Triumph (1993) Obra de história alternativa situada no final da II Guerra Mundial, onde Churchill planeia o assassinato de Estaline, e na qual Roosevelt sobrevive após 1945.
- Death Dream (1994)
- Brothers (1996)
- The Green Trap (2006)

### SérieOrion
- Orion (1984)
- Vengeance of Orion (1988)
- Orion in the Dying Time (1990)
- Orion and the Conqueror (1994)
- Orion Among the Stars (1995)

### SérieTo Save the Sun
- To Save the Sun (com AJ Austin) (1992)
- To Fear the Light (com AJ Austin) (1994)

### SérieVoyagers
- Voyagers (1981)
- The Alien Within (1986)
- Star Brothers (1990)

### SérieWatchmen
- The Star Conquerors (1959) (cópia gratuita para download em http://www.benbova.com/sc-download/starconquerors.pdf )
- Star Watchman (1964)
- The Dueling Machine (1969)

### Não-ficção
- Man Changes the Weather (1973)
- The Craft of Writing Science Fiction That Sells (um guia para a escrita de ficção de qualquer género)
- Immortality (1998)
- Are We Alone in the Cosmos? (1999)
- The Story of Light (2001)
- Faint Echoes, Distant Stars: The Science and Politics of Finding Life Beyond Earth (2004)